# Yedra (hrad)
Hrad Yedra je část bývalé obranné enklávy španělského města Cazorla. Nachází se ve spodní části kopce Salvatierra 831 metrů nad mořem, na řece Cerezuelo v provincii Jaén.
Počátek stavby se datuje do doby Berberů a dokončen byl za Kastilské koruny. V architektuře převažuje gotický styl.
Roku 1993 se stal španělskou kulturní památkou (RI-51-0007901). Sídlí zde muzeum Museo de Artes y Costumbres Populares del Alto Guadalquivir.